# Brooklyn Nine-Nine
Brooklyn Nine-Nine er en amerikansk action-komedie tv-serie der bliver sendt på Fox og NBC i USA og på TV3+ i Danmark. Den finder sted i det fiktive 99. distrikt i NYPD i Brooklyn. Serien følger et hold af politibetjente og deres nyudnævnte kaptajn, og bliver filmet som et Single-kamera setup. Serien havde amerikansk premiere den 17. september 2013 som en del af den amerikanske 2013-14 TV-sæson. Seriens premiere gav 6.17 millioner seere.
Den har vundet to Golden Globe Awards i 2014
Brooklyn Nine-Nine blev allerede i januar 2015 fornyet med en sæson mere, så Brooklyn Nine-Nine, sæson 3, skulle komme på programmet i USA til September 2015.

## Skuespillere
- Andy Samberg som Detective Jake Peralta, en talentfuld, men umoden politibetjent. Der afsløres at hans far forlod ham og hans mor da han var meget ung.[6] Peralta viser tegn på at være klassens klovn, fordi han konstant laver jokes der går ud over hans kollegaer, især Santiago. Peralta har store problemer med at følge reglerne og protokollerne, hvilket giver ham problemer med Kaptajn Holt, men de to udvikler hurtigt et godt professionelt forhold.
- Andre Braugher som Kaptajn Ray Holt, det 99. distrikts nye ledende betjent. Holt er kendt for sin kolde og robotagtige måde at tale på og mangler at kunne udvise følelser. Nine-Nine er Holts første sted som leder, selvom han har haft mange år som en fantastisk betjent. Dette skyldes ifølge ham selv, fordomme mod ham da han er homoseksuel.[6] Han er gift med en universitetsprofessor ved navn Kevin.
- Stephanie Beatriz som Rosa Diaz, en klog, hård og mystisk betjent. Hun gik på politiakademiet med Jake.[6] Hun har problemer med at styre sit temperament.
- Terry Crews som Detective Sergeant Terence "Terry" Jeffords, lederen af betjentene. Han har tidligere arbejdet med Holt i et andet distrikt, hvor han var overvægtig og gik under navnet "Terry Titties".[6]
- Melissa Fumero som Amy Santiago, Jakes snobbede og stræberagtige Cubansk-amerikanske partner.[6] Hun prøver konstant på at bevise sit værd overfor Kaptajn Holt. Hun er konkurrencemenneske, hvilket stammer fra hendes opvækst sammen med syv brødre.
- Joe Lo Truglio som Charles Boyle, en nervøs, klodset med ærlig og hårdarbejdende betjent.
- Chelsea Peretti som administratoren Gina Linetti.